# Lou Marini
Lou Marini, Jr. (hlavně známý jako Blue Lou) (13. květen 1945) je americký saxofonista a skladatel. Hraje hlavně žánry jazz, rock, blues a soul. Spolupracoval s mnoha hudebníky, včetně Franka Zappy, Blood, Sweat and Tears nebo Steely Dan.